# Bresh

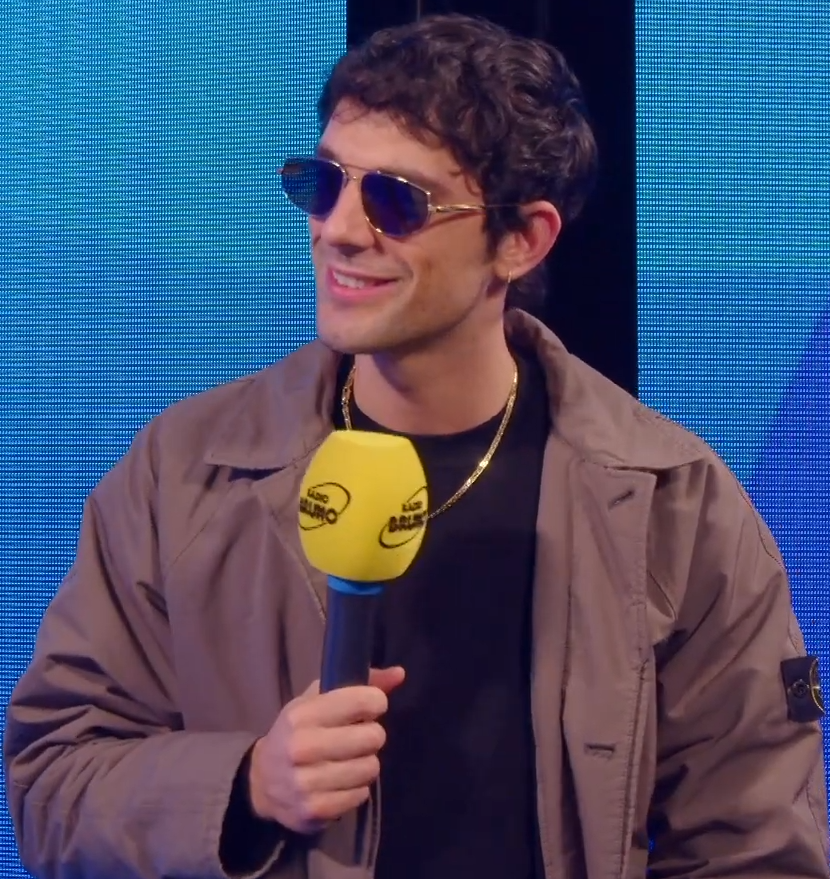
Bresh (2025)

Bresh (* 28. Juli 1996 als Andrea Brasi in Genua) ist ein italienischer Rapper.

## Werdegang
Bresh veröffentlichte sein erstes Mixtape Cosa vogliamo fare 2013. In Mailand schloss er sich der Hip-Hop-Crew Zona4Gang an, zu der auch Rkomi und Tedua gehörten. 2017 debütierte er beim Label Thaurus Music mit der Single Il bar dei miei. Erst 2020 veröffentlichte er beim Major-Label Sony sein erstes Album Che io mi aiuti, das im selben Jahr als Che io ci aiuti neu aufgelegt wurde. Damit und mit der Single Parà (zusammen mit Tedua) gelang Bresh erstmals ein Charterfolg.
Eingeleitet von der erfolgreichen Single Angelina Jolie (2021) erschien 2022 Breshs zweites Album Oro blu, produziert von Shune. Dieses erreichte die Spitze der italienischen Charts. 2023 konnte der Rapper mit Guasto d’amore auch die Spitze der Singlecharts erreichen.

## Diskografie

### Alben
| Jahr | Titel Musiklabel                   | Höchstplatzierung, Gesamtwochen, AuszeichnungChartplatzierungen (Jahr, Titel, Musiklabel, Platzierungen, Wochen, Auszeichnungen, Anmerkungen) | Höchstplatzierung, Gesamtwochen, AuszeichnungChartplatzierungen (Jahr, Titel, Musiklabel, Platzierungen, Wochen, Auszeichnungen, Anmerkungen) | Anmerkungen                                                                                 |
| Jahr | Titel Musiklabel                   | IT | CH | Anmerkungen                                                                                 |
| ---- | ---------------------------------- | --- | --- | ------------------------------------------------------------------------------------------- |
| 2020 | Che io mi aiuti Epic Records (SME) | IT11 Platin · (17 Wo.)IT | — | Erstveröffentlichung: 14. Februar 2020 Verkäufe: + 50.000; inkl. Neuauflage Che io ci aiuti |
| 2022 | Oro blu Epic Records (SME)         | IT1 ×2Doppelplatin · (122 Wo.)IT | — | Erstveröffentlichung: 4. März 2022 Verkäufe: + 100.000; mit Shune                           |
| 2025 | Mediterraneo Epic Records (SME)    | IT1 Gold · (… Wo.)IT | CH73 (1 Wo.)CH | Erstveröffentlichung: 6. Juni 2025 Verkäufe: + 25.000                                       |

### Singles
| Jahr | Titel Album                            | Höchstplatzierung, Gesamtwochen, AuszeichnungChartplatzierungen (Jahr, Titel, Album, Platzierungen, Wochen, Auszeichnungen, Anmerkungen) | Höchstplatzierung, Gesamtwochen, AuszeichnungChartplatzierungen (Jahr, Titel, Album, Platzierungen, Wochen, Auszeichnungen, Anmerkungen) | Anmerkungen                                                                                   |
| Jahr | Titel Album                            | IT | CH | Anmerkungen                                                                                   |
| --- | -------------------------------------- | --- | --- | --------------------------------------------------------------------------------------------- |
| 2021 | Angelina Jolie Oro blu                 | IT29 ×4Vierfachplatin · (42 Wo.)IT | — | Erstveröffentlichung: 12. März 2021 Verkäufe: + 400.000; mit Shune                            |
| 2021 | Caffè Oro blu                          | IT99 Gold · (2 Wo.)IT | — | Erstveröffentlichung: 2. Juli 2021 Verkäufe: + 50.000; mit Shune                              |
| 2022 | Andrea Oro blu                         | IT21 Platin · (7 Wo.)IT | — | Erstveröffentlichung: 18. Februar 2022 Verkäufe: + 100.000                                    |
| 2022 | Il meglio di te Oro blu                | IT54 Platin · (14 Wo.)IT | — | Erstveröffentlichung: 22. Juli 2022 Verkäufe: + 100.000; mit Shune                            |
| 2023 | Guasto d’amore –                       | IT1 ×5Fünffachplatin · (60 Wo.)IT | — | Erstveröffentlichung: 27. Januar 2023 Verkäufe: + 500.000; mit Shune                          |
| 2023 | Altamente mia –                        | IT12 ×2Doppelplatin · (27 Wo.)IT | — | Erstveröffentlichung: 7. April 2023 Verkäufe: + 200.000; mit Shune                            |
| 2023 | Nightmares –                           | IT1 ×2Doppelplatin · (31 Wo.)IT | — | Erstveröffentlichung: 29. September 2023 Verkäufe: + 200.000; feat. Pinguini Tattici Nucleari |
| 2024 | Torcida Mediterraneo                   | IT9 Platin · (27 Wo.)IT | — | Erstveröffentlichung: 10. Mai 2024 Verkäufe: + 100.000                                        |
| 2025 | Crêuza de mä –                         | IT49 (3 Wo.)IT | — | Erstveröffentlichung: 11. Februar 2025 mit Cristiano De André                                 |
| 2025 | La tana del granchio Mediterraneo      | IT8 Gold · (22 Wo.)IT | CH77 (1 Wo.)CH | Erstveröffentlichung: 12. Februar 2025 Verkäufe: + 100.000; Beitrag zum Sanremo-Festival 2025 |
| 2025 | Umore marea Mediterraneo               | IT16 (… Wo.)IT | — | Erstveröffentlichung: 9. Mai 2025                                                             |
| Folgende Lieder erschienen nicht als Single, wurden aber durch das Album zum Download und Streaming bereitgestellt und konnten somit eine Platzierung erlangen: |                                        | | |                                                                                               |
| |                                        | | |                                                                                               |
| 2020 | Parà Che io mi aiuti                   | IT61 Platin · (1 Wo.)IT | — | Verkäufe: + 100.000; feat. Tedua                                                              |
| 2022 | Come stai Oro blu                      | IT31 Gold · (2 Wo.)IT | — | Verkäufe: + 50.000; mit Shune & Izi                                                           |
| 2022 | Parli di me Oro blu                    | IT35 (1 Wo.)IT | — | mit Shune & Rkomi                                                                             |
| 2022 | Alcool & acqua Oro blu                 | IT46 Platin · (1 Wo.)IT | — | Verkäufe: + 100.000; mit Shune & Psicologi                                                    |
| 2022 | Se rinasco Oro blu                     | IT50 (1 Wo.)IT | — | mit Shune, Massimo Pericolo & Crookers                                                        |
| 2022 | Svuotatasche Oro blu                   | IT54 Gold · (1 Wo.)IT | — | Verkäufe: + 50.000; mit Shune                                                                 |
| 2022 | Ulisse Oro blu                         | IT64 (1 Wo.)IT | — | mit Shune                                                                                     |
| 2022 | Fottiti Oro blu                        | IT73 (1 Wo.)IT | — | mit Shune & Tony Effe                                                                         |
| 2022 | Amore Oro blu                          | IT90 (1 Wo.)IT | — | mit Shune & Greg Willen                                                                       |
| 2025 | Capo horn Mediterraneo                 | IT10 (… Wo.)IT | — | feat. Tedua                                                                                   |
| 2025 | Altezza cielo Mediterraneo             | IT17 (4 Wo.)IT | — | feat. Kid Yugi                                                                                |
| 2025 | Dai che fai Mediterraneo               | IT28 (3 Wo.)IT | — |                                                                                               |
| 2025 | Agave Mediterraneo                     | IT41 (3 Wo.)IT | — |                                                                                               |
| 2025 | Kamala Mediterraneo                    | IT67 (1 Wo.)IT | — |                                                                                               |
| 2025 | Rotta maggiore (Partenza) Mediterraneo | IT75 (1 Wo.)IT | — |                                                                                               |
| 2025 | Erica Mediterraneo                     | IT77 (1 Wo.)IT | — | feat. Sayf                                                                                    |
| 2025 | Tarantola Mediterraneo                 | IT89 (1 Wo.)IT | — |                                                                                               |
| 2025 | Il limite Mediterraneo                 | IT91 (1 Wo.)IT | — | feat. Achille Lauro                                                                           |

### Gastbeiträge
| Jahr | Titel Album                                   | Höchstplatzierung, Gesamtwochen, AuszeichnungChartsChartplatzierungen (Jahr, Titel, Album, Platzierungen, Wochen, Auszeichnungen, Anmerkungen) | Anmerkungen                                                                                     |
| Jahr | Titel Album                                   | IT | Anmerkungen                                                                                     |
| --- | --------------------------------------------- | --- | ----------------------------------------------------------------------------------------------- |
| 2022 | Vuoto dentro X2 Deluxe                        | IT42 Gold · (2 Wo.)IT | Erstveröffentlichung: 20. Oktober 2022 Verkäufe: + 100.000; Sick Luke feat. Mara Sattei & Bresh |
| 2023 | Dimmi che –                                   | IT68 (1 Wo.)IT | Erstveröffentlichung: 3. März 2023 Ava feat. Bresh & Neima Ezza                                 |
| 2023 | Parafulmini Io non ho paura (Riedizione 2023) | IT13 ×3Dreifachplatin · (39 Wo.)IT | Erstveröffentlichung: 25. Mai 2023 Verkäufe: + 300.000; Ernia feat. Bresh & Fabri Fibra         |
| 2024 | Per sempre –                                  | IT41 (3 Wo.)IT | Erstveröffentlichung: 11. September 2024 Artie5ive feat. Bresh                                  |
| 2025 | Non basta mai –                               | IT7 (… Wo.)IT | Erstveröffentlichung: 13. Juni 2025 Capo Plaza feat. Bresh & Tony Effe                          |
| Folgende Lieder erschienen nicht als Single, wurden aber durch das Album zum Download und Streaming bereitgestellt und konnten somit eine Platzierung erlangen: |                                               | |                                                                                                 |
| |                                               | |                                                                                                 |
| 2020 | Mare mosso Vita vera mixtape                  | IT13 Gold · (2 Wo.)IT | Verkäufe: + 50.000; Tedua feat. Bresh & Garelli                                                 |
| 2022 | Mezzanotte in punto Botox                     | IT26 (2 Wo.)IT | Night Skinny, Franco126 & Ketama126 feat. Bresh                                                 |
| 2022 | Come mi guardi Botox                          | IT31 Gold · (2 Wo.)IT | Verkäufe: + 50.000; Night Skinny, Madame & Coez feat. Bresh                                     |
| 2023 | Anime libere La Divina Commedia               | IT14 Platin · (10 Wo.)IT | Verkäufe: + 100.000; Tedua feat. Rkomi & Bresh                                                  |
| 2024 | Graffiti Radio Sakura                         | IT81 (1 Wo.)IT | Rose Villain feat. Bresh                                                                        |
| 2024 | Dopo le 4 Icon                                | IT2 ×2Doppelplatin · (31 Wo.)IT | Verkäufe: + 200.000; Tony Effe feat. Bresh & Tedua                                              |
| 2024 | Nuovo me Maya                                 | IT62 (1 Wo.)IT | Mace feat. Rkomi, Bresh & Iako                                                                  |
| 2024 | Jolly Roger La Divina Commedia (Deluxe)       | IT5 Gold · (4 Wo.)IT | Verkäufe: + 50.000; Tedua feat. Izi, Bresh, Disme & Vaz Tê                                      |
| 2024 | Good Girl Containers                          | IT18 (3 Wo.)IT | Night Skinny feat. Rkomi, Ernia & Bresh                                                         |
| 2025 | Brutto ricordi Decrescendo                    | IT60 (1 Wo.)IT | Rkomi feat. Bresh                                                                               |

Weitere Gastbeiträge
- 2020: Girano (Izi feat. Bresh, IT: Gold)

Weitere Lieder mit Auszeichnungen
- 2017: Step By Step (Tedua feat. Bresh, IT: Platin)
- 2020: Mai brillo (IT: Gold)

## Belege
1. ↑  Biografia Bresh. In: Rockit.it. Abgerufen am 30. September 2022 (italienisch).
2. ↑  Chartquellen: Alben von Bresh. In: italiancharts.com. Hung Medien, abgerufen am 30. September 2022. CH
3. 1 2 3 4 5 6 7 8 9 10 11 12 13 14 15 16 17 18 19 20 21 22 23  Certificazioni. FIMI, abgerufen am 22. Juli 2025 (italienisch).
4. ↑  Archivio classifiche Top Singoli. FIMI, abgerufen am 22. Juli 2025 (italienisch).
5. ↑  Archivio classifiche Top Singoli. FIMI, abgerufen am 22. Juli 2025 (italienisch).

| Personendaten    | Personendaten               |
| ---------------- | --------------------------- |
| NAME             | Bresh                       |
| ALTERNATIVNAMEN  | Brasi, Andrea (Geburtsname) |
| KURZBESCHREIBUNG | italienischer Rapper        |
| GEBURTSDATUM     | 28. Juli 1996               |
| GEBURTSORT       | Genua                       |